# Loose Tubes
Loose Tubes war eine britische Big Band der 1980er Jahre.

## Geschichte
Loose Tubes war eine als Musiker-Kooperative angelegte 21-köpfige Big Band, die in den 1980er Jahren aktiv war. Ursprünglich als Probenband geplant, wurde sie 1983 von Graham Collier zusammengestellt und hatte 1984 in London ihren ersten Auftritt; 1985 erschien das erste Album. Loose Tubes und ihre Mitglieder wurden schon bald in zahlreichen Artikeln der britischen Presse für ihren vergnüglichen und ausgelassenen Stil gefeiert, so in The Guardian und The Times; schließlich wurde Loose Tubes vom Magazin The Wire zur besten britischen Band des Jahres 1989 gewählt. Ian Carr bezeichnet Loose Tubes als eines der originellsten größeren Ensembles der 1980er Jahre; die klassische Bigband-Besetzung wurde hier eingerahmt von Tuba, Bassklarinette, Flöte und Perkussion. Stilmerkmal der Formation war der Mix von Jazz mit Elementen von Rock, Samba, dem ghanaischen Highlife und anderer ethnischen Musik.
Der Posaunist Ashley Slater (der später in der Popgruppe Freak Power spielte) fungierte als Moderator der Band. Die Kompositionen wurden überwiegend von dem Keyboarder Django Bates und dem Bassisten Steve Berry geschrieben. Außer den beiden gingen aus der Formation später bekannte Musiker der britischen Jazzszene hervor, wie die Brüder Julian und Steve Argüelles, Iain Ballamy, David Defries, Mark Lockheart, Eddie Parker und Tim Whitehead. 1987 waren Loose Tubes das erste Jazzorchester, das in der BBC Klassiksendung The Proms auftreten durfte, den jährlich stattfindenden Sommer-Promenadenkonzerten in der Royal Albert Hall. Legendär war ihr Gastspiel im Jazzclub Ronnie Scotts, als sie am Ende ihres Auftritts um drei Uhr morgens spielend durch die Straßen von Soho gingen und das Publikum ihnen folgte.

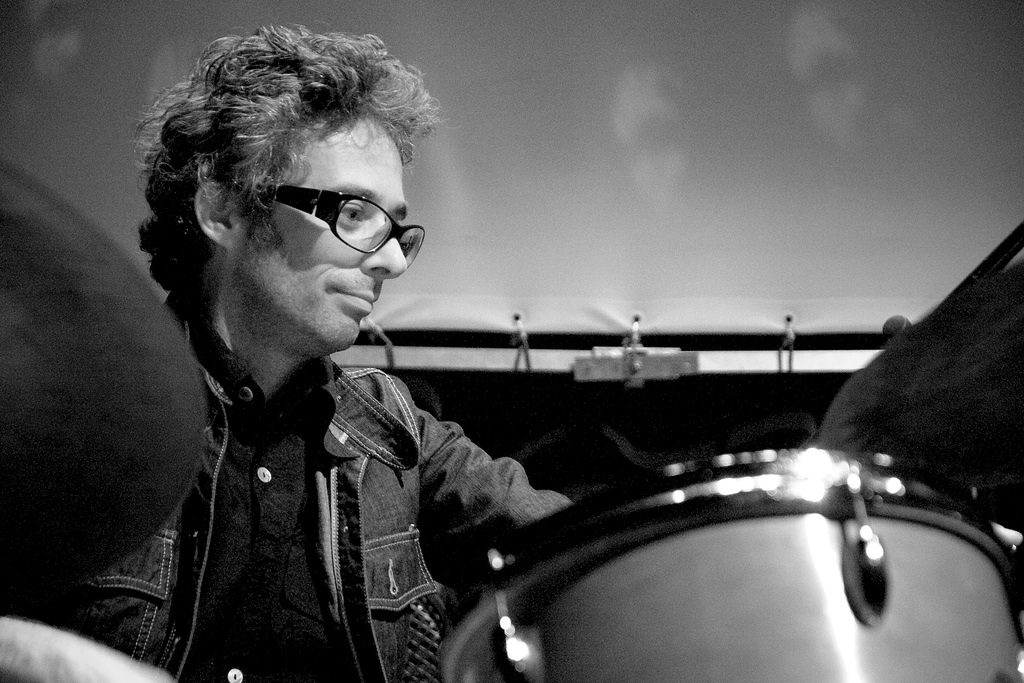
Steve Argüelles (2007)

1987 traten sie auf der Berliner Waldbühne auf; Teo Macero produzierte 1988 ihr drittes Album Open Letter, das bei E.G. Records erschien. 1990 löste sich Loose Tubes auf; die Gründe lagen zum einen in der damaligen Wirtschaftskrise im Königreich, zum anderen in der permanenten Schwierigkeit, die Bigband kollektiv zu leiten. Im Laufe ihres Bestehens arbeiteten außerdem Martin France, Oren Marshall, Mark Mondesir, Martin Speake, Dave Bitelli, Ralph Salmins und Huw Warren mit dem Ensemble.
Loose Tubes hatte auch nach der Auflösung großen Einfluss auf jüngere Musiker der britischen Szene; so betrachtet das F-IRE Collective von Barak Schmool Loose Tubes als Vorbild. 1991 bildete Django Bates mit ehemaligen Mitspielern das breit angelegte Ensemble Delightful Precipice. Aus Loose Tubes gingen u. a. Formationen wie das Duo Human Chain (Bates und Steve Argüelles), das Quartett The Lains von Iain Ballamy und ein Quintett von Tim Whitehead hervor.

## Diskografie
- Loose Tubes (1985)
- Delightful Precipice (1986)
- Jazzbühne Berlin 87 (Rep, 1987)

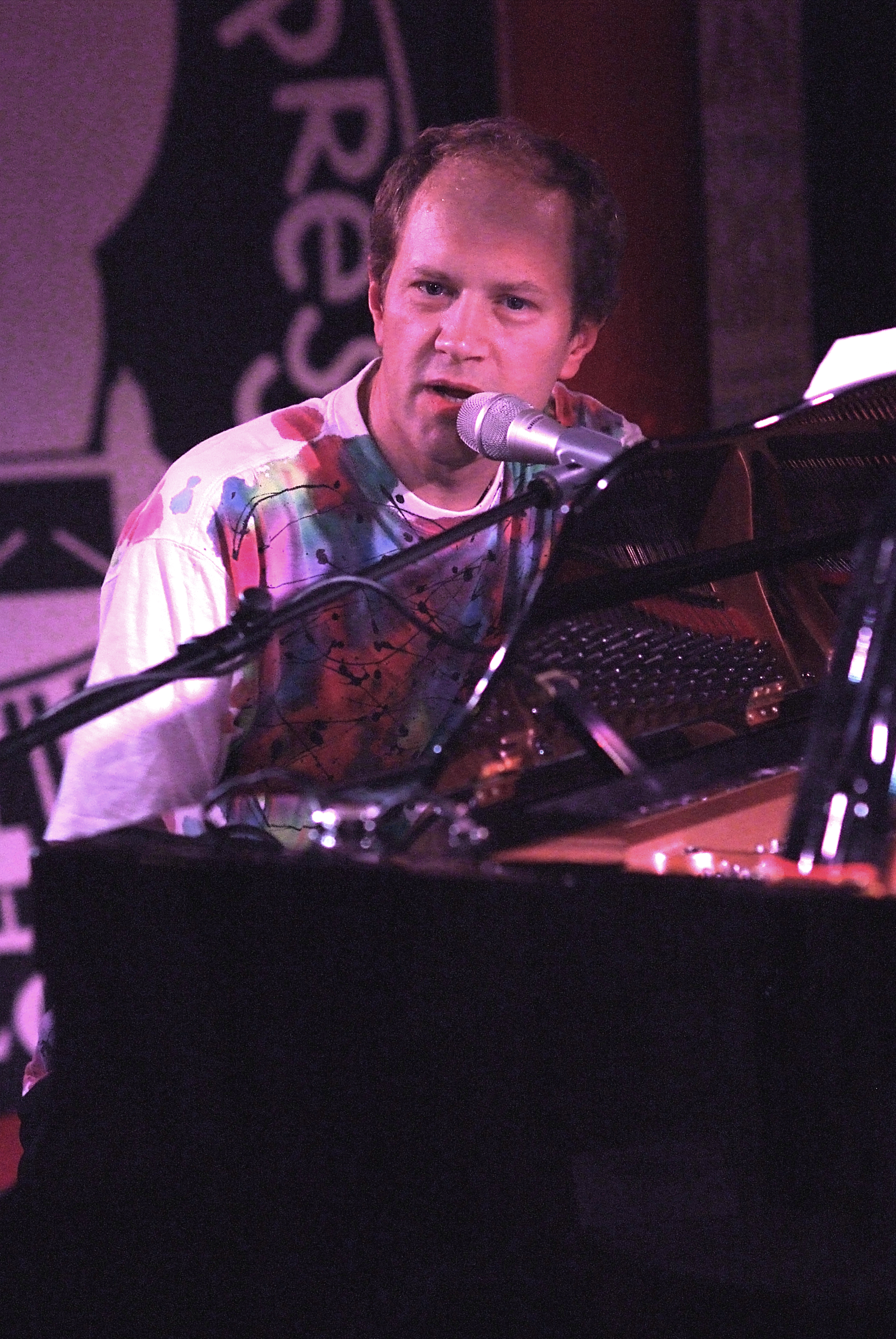
Django Bates (2007)

- Open Letter  (Editions EG, 1988, produziert von Teo Macero)
- Säd Afrika (Lost Marble, 1990, ed. 2012)